# Xả súng Đại học Kabul năm 2020
Vào ngày 2 tháng 11 năm 2020, ba tay súng đã xông vào khuôn viên Đại học Kabul ở Kabul, Afghanistan, giết chết 35 người và làm bị thương 50 người khác. Cuộc tấn công bắt đầu vào khoảng thời gian các quan chức chính phủ dự kiến đến khuôn viên trường để khai mạc hội chợ sách Iran. Ba tay súng sau đó đã bị tiêu diệt trong một cuộc giao tranh với lực lượng an ninh. Vụ tấn công xảy ra vào khoảng 11 giờ sáng. Nhà nước Hồi giáo Iraq và Levant - tỉnh Khorasan tuyên bố chịu trách nhiệm về vụ tấn công.
Cuộc tấn công diễn ra sau nhiều tháng gia tăng căng thẳng giữa chính phủ Afghanistan, Taliban và các chiến binh liên kết với ISIL.

## Bối cảnh
Tọa lạc tại Quận 3 của Kabul, Đại học Kabul là một trong những cơ sở giáo dục đại học lớn nhất Afghanistan với 22.000 sinh viên. Trường đại học trước đây đã bị tấn công vào năm 2019, khi một quả bom đã giết chết chín người bên ngoài cổng trường đại học. Chỉ hơn một tuần trước cuộc tấn công vào trường đại học vào tháng 11, một kẻ đánh bom liều chết đã giết chết 30 người tại một cơ sở giáo dục khác ở Kabul.
Vào ngày xảy ra vụ tấn công, trường đại học đã tổ chức một hội chợ sách quốc tế. Một số quan chức chính phủ Afghanistan và đại sứ Iran tại Afghanistan dự định sẽ tham dự sự kiện.

## Vụ tấn công
Cuộc tấn công bắt đầu vào khoảng 11 giờ sáng ngày 2 tháng 11. Một nhóm các tay súng có vũ trang đã kích nổ một chất nổ (có thể là một kẻ đánh bom liều chết)  tại cổng vào khuôn viên trường đại học, sau đó họ tiến vào khu nhà, giết chết những người ngoài cuộc và sau đó bắt khoảng 35 con tin. Nhiều sinh viên đã có thể thoát khỏi cuộc tấn công bằng cách trèo qua các bức tường vòng ngoài của trường đại học, trong khi những người bị mắc kẹt trong các tòa nhà buộc phải trú ẩn tại chỗ. Một số người bị thương từ cuộc tấn công đã được đưa đến bệnh viện Ali Abad gần đó.
Cảnh sát Kabul và lực lượng đặc biệt của quân đội Afghanistan đã được điều động đến trường đại học và thiết lập một vành đai xung quanh địa điểm, sau đó họ tiến hành rà soát từng tòa nhà trong vài giờ tiếp theo. Lính Mỹ và đặc nhiệm Na Uy cũng đáp trả cuộc tấn công.
Sau vụ tấn công, SITE Intelligence Group báo cáo rằng chi nhánh khu vực của Nhà nước Hồi giáo Iraq và Levant (ISIS / ISIL) đã nhận trách nhiệm về các vụ giết người. Taliban Afghanistan phủ nhận trách nhiệm về vụ tấn công, mặc dù một quan chức chính phủ Afghanistan quy cho nhóm này. Tổng thống Afghanistan Ashraf Ghani lên án vụ tấn công, gọi đây là hành động khủng bố. Chính phủ Afghanistan tuyên bố một ngày sau vụ tấn công là ngày quốc tang.

## Thương vong
35 người đã thiệt mạng trong vụ xả súng. 18 người trong số đó là sinh viên tại trường Đại học, và 10 người trong số đó là sinh viên nữ. Một báo chí trong nước mô tả rằng Afghanistan đã "đánh mất tuổi trẻ tài năng" vì nhiều nạn nhân được cho là nằm trong số những người có thành tích học tập tốt nhất trong lớp của họ.

## Phản ứng
Vụ tấn công đã bị lên án rộng rãi trên toàn quốc và quốc tế. Người phát ngôn của tổng thống cho biết "những kẻ khủng bố" đang "tấn công các trung tâm học thuật sau khi chúng bị đánh bại ở Helmand ". Phó Chủ tịch thứ nhất Amrullah Saleh đã tweet "Một ngày nào đó, chúng tôi sẽ sửa chữa những thất bại tình báo của mình. Nhưng người Talib, những đồng minh giống như satan của chúng ở bên cạnh [ám chỉ Pakistan] sẽ không bao giờ có thể gột rửa lương tâm của họ về cuộc tấn công dơ bẩn và phi lý này nhằm vào Đại học Kabul." Cựu Tổng thống Hamid Karzai gọi đây là một "tội ác không thể dung thứ". Saad Mohseni của Tolo News mô tả nó là "Những con vật này đã giết chết con cái của chúng ta."
Saleh thừa nhận rằng cuộc tấn công là một thất bại tình báo. Tuy nhiên, ông đã phải đối mặt với phản ứng dữ dội sau khi đổ lỗi cho Taliban về cuộc tấn công, người đáp lại đã phủ nhận điều đó.
Cả Pakistan và Ấn Độ đều lên án vụ tấn công, cũng như các nước khác và LHQ.
Các sinh viên của trường Đại học nói với báo chí địa phương vào ngày hôm sau rằng cuộc tấn công sẽ không ngăn cản họ tiếp tục đến trường.